# Cathartus quadricollis
Cathartus quadricollis är en skalbaggsart som först beskrevs av Guérin-Méneville 1844.  Cathartus quadricollis ingår i släktet Cathartus och familjen smalplattbaggar. Inga underarter finns listade i Catalogue of Life.